# Metaplatybunus
Metaplatybunus is een geslacht van hooiwagens uit de familie Phalangiidae (Echte hooiwagens).
De wetenschappelijke naam Metaplatybunus is voor het eerst geldig gepubliceerd door Roewer in 1911. 

## Soorten
Metaplatybunus omvat de volgende 8 soorten:
- Metaplatybunus carneluttii
- Metaplatybunus creticus
- Metaplatybunus filipes
- Metaplatybunus grandissimus
- Metaplatybunus petrophilus
- Metaplatybunus pictus
- Metaplatybunus rhodiensis
- Metaplatybunus salfi